# Федченко, Ольга Владимировна
Ольга Владимировна Федченко (30 июня 1972) — советская и российская футболистка, полузащитница. Мастер спорта России (1993).

## Биография
С 1991 года в течение трёх сезонов выступала за воронежскую «Энергию» в первой лиге СССР, где стала победительницей, и в высшей лиге России. Участница первого международного матча «Энергии», 11 августа 1991 года против американской команды «Мейплбрук Бласт» (Миннеаполис), стала автором одного из голов (6:1). Обладательница Кубка России 1993 года. Впоследствии ещё дважды возвращалась в воронежский клуб — в 1999 и 2003—2004 годах. Всего в составе «Энергии» сыграла 54 матча и забила 4 гола.
Также выступала в высшем дивизионе за «Кубаночку» (Краснодар), в 1995 году сыграла 15 матчей и забила 15 мячей, и «Дон-Текс» (Шахты).
Дальнейшая судьба неизвестна.